# Chthonius submontanus
Chthonius submontanus är en spindeldjursart som beskrevs av Beier 1963. Chthonius submontanus ingår i släktet Chthonius och familjen käkklokrypare. Inga underarter finns listade i Catalogue of Life.